# Scaphium macropodum
Scaphium macropodum  es una especie de árbol de la familia Malvaceae, subfamilia Sterculioideae  (anteriormente ubicada en Sterculiaceae). Ninguna subespecie figura en el Catálogo de la Vida;  hay poca preocupación sobre su estado de conservación.
Scaphium macropodum puede ser conocido como el "árbol de nuez de malva", aunque este nombre también se aplica al similar Scaphium affine. Se encuentra en Camboya, Indonesia, Malasia, Singapur, Tailandia y Vietnam (donde se llama (cay) ươi.
Tiene usos culinarios y medicinales tradicionales: en Malasia para tratar fiebres, flemas, tos y dolores de garganta, afecciones respiratorias y para mejorar la salud general.